# Fötz
Fötz (luxemburgisch Féizⓘ, französisch Foetz) ist eine Ortschaft im Süden Luxemburgs mit 469 Einwohnern. Sie gehört zur Gemeinde Monnerich, nördlich von Esch an der Alzette.
In Fötz liegen eines der größten Gewerbegebiete Luxemburgs und mehrere Einkaufszentren.